# Il a déjà tes yeux (mini-série)
Il a déjà tes yeux
Il a déjà tes yeux est une mini-série de comédie française en six épisodes de 52 minutes, créée par Lucien Jean-Baptiste et Sébastien Mounier. La série est diffusée en Belgique depuis le 11 janvier 2020 sur La Une et en France à partir du 12 février 2020 sur France 2. Elle est rediffusée sur France 4 depuis le mardi 3 mars 2020. Cette série est la suite du film Il a déjà tes yeux de Lucien Jean-Baptiste, qui a réuni plus d'un million de spectateurs au cinéma.

## Synopsis
Dans cette suite, Benjamin, le fils adopté par Paul et Salimata Aloka, a bien grandi et est désormais au collège. Il a également un petit frère, Noé, qui est le fils biologique de Paul et Salimata. Les deux enfants sont radicalement différents : alors que Benjamin est plutôt extraverti, chahuteur et sportif, Noé est un surdoué qui se renferme sur lui-même. Au même moment, Lazare, le père de Paul, revient après des années d'absence.

## Distribution
- Lucien Jean-Baptiste : Paul Aloka
- Aïssa Maïga : Salimata « Sali » Aloka
- Louis Durant : Benjamin Aloka, le fils adoptif de Paul et Sali
- Joakhim Sigue : Noé Aloka, le fils biologique de Paul et Sali
- Arié Elmaleh : Manu, le meilleur ami de Paul
- Michel Bohiri : Lazare, le père de Paul
- Michel Jonasz : Monsieur Armand Vidal
- Marie-Philomène Nga : Mamita, la mère de Sali
- Bass Dhem : Ousmane, le père de Sali
- Delphine Théodore : Prune, amie de Sali
- Sara Mortensen : La médecin de Lazare
- Yannig Samot : Le professeur de sport
- Laurence Oltuski : La directrice de l'hôtel en Normandie
- Coline D'Inca : Karine Québec
- Manda Touré : Alvina, la sœur de Sali
- Louis Vazquez : Alex, ami collégien de Benjamin

## Fiche technique
- Titre original : Il a déjà tes yeux
- Réalisation : Lucien Jean-Baptiste
- Scénario : Lucien Jean-Baptiste et Sébastien Mounier
- Production : Ivan Sadik, Mathieu Ageron, Maxime Delauney et Romain Rousseau
- Société de production : Ango Productions et Nolita TV
- Société de distribution : France Télévisions
- Musique : Alexis Rault
- Musique du générique: Aloe Blacc - Love Is The Answer[1]
- Pays de production :  France
- langue originale : français
- Format : couleur
- Genre : comédie
- Durée : 6 × 52 minutes
- Dates de première diffusion :
  - Belgique : depuis le 11 janvier 2020 sur La Une
  - Suisse : depuis le 2020 sur RTS Un
  - France : depuis le 12 février 2020 sur France 2

## Production
La série constitue la suite du film Il a déjà tes yeux, déjà réalisé par Lucien Jean-Baptiste, sorti en salles en 2017 et qui a rassemblé 1,39 million de spectateurs en France. La série a été produite trois ans après le film.
La plupart des acteurs du film reprennent leurs rôles respectifs dans cette mini-série, à l'exception de Vincent Elbaz qui est remplacé par Arié Elmaleh dans le rôle de Manu, le meilleur ami de Paul et parrain de Benjamin.

## Distinction
- Festival des créations télévisuelles de Luchon 2020 : prix coup de cœur série